# Wally Wales
Wally Wales (13 de novembro de 1895 - 10 de fevereiro de 1980), também conhecido como Hal Taliaferro, foi um ator estadunidense que iniciou sua carreira na era do cinema mudo, alcançando a era sonora e atuando em 220 filmes entre 1921 e 1964.

## Biografia
Wally Wales nasceu Floyd Taliaferro Alderson em Sheridan, Wyoming, filho de Lewis Allen Alderson e Emma Elizabeth Roberts. e cresceu no rancho de sua família, perto de Birney, em Rosebud County, Montana.
O primeiro trabalho de Floyd, na juventude, foi cuidar de gado para o governador do Wyoming, John B. Kendrick. Também dirigiu um teatro turítico para o Buffalo Bill Stage através do oeste, em 1915, terminando em Los Angeles, onde ele foi trabalhar como um cuidador de animais no rancho da Universal Pictures.

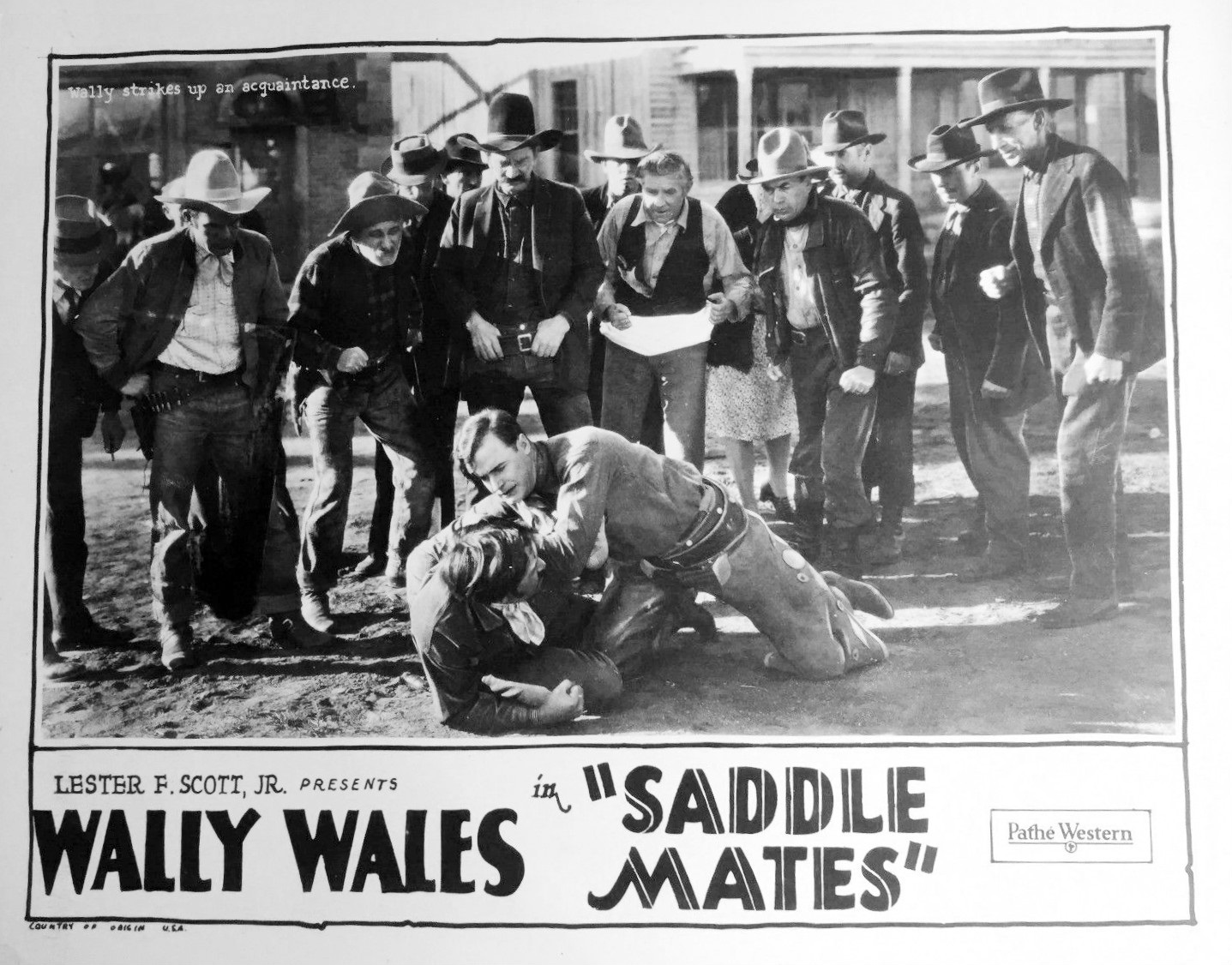
Cartaz de uma das obras: Saddle Mates

Em 1917, Floyd se alistou no exército e serviu nas forças expedicionárias americanas na França.
Entre 1921 e 1928, ele apareceu em vinte e dois filmes mudos (principalmente Westerns) sob o nome de Wally Wales e em 1929, fez a transição bem sucedida para o cinema sonoro. Posteriormente sua estrela desvaneceu-se e ele começou a aparecer em papéis menores, geralmente sob o nome Hal Taliaferro.
Retirou-se do cinema nos anos 1950, retornando ao rancho do família, então conhecido como Bones Brothers Ranch (listado no National Historical Register em 2004). Construiu lá uma cabana e viveu seus últimos anos pintadno paisagens. Morreu em um asilo em Sheridan, devido a complicações de um AVC e pneumonia em 1980, aos 84 anos de idade.

## Silver King
O cavalo usado por Wally era o Silver King, o mesmo de Fred Thomson.

## Filmografia
| Ano  | Filme                                    | Papel                             | Notas                      |
| ---- | ---------------------------------------- | --------------------------------- | -------------------------- |
| 1921 | Western Hearts                           | Pete Marcel                       | Creditado Floyd Taliaferro |
| 1921 | Crossing Trails                          | Peter Marcus                      |                            |
| 1925 | Tearin' Loose                            | Wally Blake                       |                            |
| 1925 | The Hurricane Horseman                   | Wally Marden                      |                            |
| 1925 | Galloping On                             | Wally Moore                       |                            |
| 1926 | The Fighting Cheat                       | Wally Kenyon                      |                            |
| 1926 | Vanishing Hoofs                          | Wally Marsh                       |                            |
| 1926 | Ridin' Rivals                            |                                   |                            |
| 1926 | Double Daring                            | Wally Meeker                      |                            |
| 1926 | Twisted Triggers                         | Wally Weston                      |                            |
| 1926 | Ace of Action                            | Wally Rand                        |                            |
| 1927 | Pals of the West                         |                                   |                            |
| 1927 | The Cyclone Cowboy                       | Wally Baxter                      |                            |
| 1927 | Tearin' Into Trouble                     | Wally Tilland                     |                            |
| 1927 | The Meddlin' Stranger                    | Wally Fraser                      |                            |
| 1927 | Skedaddle Gold                           | Kent Blake                        |                            |
| 1927 | White Pebbles                            | Zip Wallace                       |                            |
| 1927 | The Soda Water Cowboy                    | Wally                             |                            |
| 1927 | The Desert of the Lost                   | Jim Drake                         |                            |
| 1928 | Desperate Courage                        | Jim Dane                          |                            |
| 1928 | Saddle Mates                             | John Benson                       |                            |
| 1928 | Flyin' Buckaroo                          | Bill Mathews                      |                            |
| 1929 | Overland Bound                           | Buck Hawkins                      |                            |
| 1930 | The Voice from the Sky                   | Jack Deering                      |                            |
| 1930 | Bar-L Ranch                              | Frank Kellogg                     |                            |
| 1930 | Canyon Hawks                             | Dick Carson                       |                            |
| 1930 | Trails of Danger                         | Bob Bartlett                      |                            |
| 1930 | The Utah Kid                             | Deputy                            |                            |
| 1930 | Breed of the West                        | Wally Weldon                      |                            |
| 1931 | Red Fork Range                           | Wally Hamilton                    |                            |
| 1931 | Hell's Valley                            | Wally, Capitão dos Texas Rangers  |                            |
| 1931 | Riders of the Cactus                     | Bob Bronson                       |                            |
| 1931 | Flying Lariats                           | Wally Dunbar                      |                            |
| 1931 | So This Is Arizona                       | Wally                             |                            |
| 1932 | Law and Lawless                          | Buck Daggett                      |                            |
| 1933 | Deadwood Pass                            | Pete Sorrenson                    |                            |
| 1933 | Rusty Rides Alone                        | Hank Quillan                      | (não-creditado)            |
| 1933 | King of the Arena                        | Bronc Riding Spectator            | (não-creditado)            |
| 1933 | The Fighting Texans                      | Capanga Bill                      |                            |
| 1933 | Secrets of Hollywood                     | Um Ator                           |                            |
| 1933 | The Trail Drive                          | Capanga Steve                     | (não-creditado)            |
| 1933 | Sagebrush Trail                          | Deputado                          |                            |
| 1933 | The Mystery Squadron                     | Mystery Flyer                     | (não-creditado)            |
| 1934 | Potluck Pards                            | Bud Wallace                       | creditado Walt Williams    |
| 1934 | The Lucky Texan                          | Capanga                           | (não-creditado)            |
| 1934 | Border Guns                              | Sherife Tom                       | (não-creditado)            |
| 1934 | West of the Divide                       | Capanga                           | (não-creditado)            |
| 1934 | Wheels of Destiny                        | Cowhand                           | (não-creditado)            |
| 1934 | Adventures of Texas Jack                 | Texas Jack                        |                            |
| 1934 | Nevada Cyclone                           | Dick                              | Creditado Walt Williams    |
| 1934 | The Lost Jungle                          | Tripulante                        |                            |
| 1934 | Romance Revier                           | Frank Wells                       | Creditado Walt Williams    |
| 1934 | Western Racketeers                       | Sherife Rawlings                  |                            |
| 1934 | Honor of the Range                       | Terceiro homem                    | (não-creditado)            |
| 1934 | Arizona Cyclone                          | Jim Blaine                        |                            |
| 1934 | The Fighting Rookie                      | Gambler                           |                            |
| 1934 | Sundown Trail                            | Wally Barton                      |                            |
| 1934 | Smoking Guns                             | Capanga                           | (não-creditado)            |
| 1934 | Carrying the Mail                        | Wally Reed                        |                            |
| 1934 | Desert Man                               | Wally Bradley                     |                            |
| 1934 | Fighting Through                         | Frisco                            | (não-creditado)            |
| 1934 | Pals of the West                         | Capitão Wally Wallace             |                            |
| 1934 | The Law of the Wild                      | Deputado Tom                      | (não-creditado)            |
| 1934 | The Lone Rider                           | Jeff Smith                        |                            |
| 1934 | The Way of the West                      | Wally Gordon                      |                            |
| 1934 | West of the Law                          | Wally Williams                    |                            |
| 1934 | The Oil Raider                           | Perfurador de poço de petróleo    | (não-creditado)            |
| 1934 | Range Warfare                            | Tommy Lord                        |                            |
| 1934 | Mystery Mountain                         | Corwin Teamster                   | (não-creditado)            |
| 1935 | The Cactus Kid                           | Cowhand Andy                      |                            |
| 1935 | Unconquered Bandit                       | Capanga                           | (não-creditado)            |
| 1935 | Rustlers of Red Dog                      | Capanga Wally                     | (não-creditado)            |
| 1935 | The Lone Bandit                          | Sherife Jim Mace                  |                            |
| 1935 | Six Gun Justice                          | Nevada Joe                        |                            |
| 1935 | The Phantom Empire                       | Guarda de trovão                  | (não-creditado)            |
| 1935 | Five Bad Men                             | Homem mau #4                      |                            |
| 1935 | The Pecos Kid                            | Eric Grayson                      |                            |
| 1935 | The Cowboy and the Bandit                | Chuck                             |                            |
| 1935 | The Miracle Rider                        | Ranger Burnett                    | (não-creditado)            |
| 1935 | The Call of the Savage                   | Oficial                           | (não-creditado)            |
| 1935 | Silent Valley                            | Fred Jones                        |                            |
| 1935 | Fighting Caballero                       | Capanga Wildcat                   |                            |
| 1935 | The Silver Bullet                        | Deputado Jake                     | Creditado Walt Williams    |
| 1935 | The Laramie Kid                          | Road Gang Guard                   | (não-creditado)            |
| 1935 | Stranded                                 | Peterson                          | (não-creditado)            |
| 1935 | The Vanishing Riders                     | Wolf Lawson                       |                            |
| 1935 | Get That Man                             | Thomas, Prescott Chaueffeur       | (não-creditado)            |
| 1935 | Men of Action                            | Capanga Wally                     | (não-creditado)            |
| 1935 | Danger Trails                            | 'Desolation' Wilson               |                            |
| 1935 | Heir to Trouble                          | Cowhand Spurs                     |                            |
| 1935 | Powdersmoke Range                        | Aloysius 'Bud' Taggart            |                            |
| 1935 | Western Courage                          | Slim                              | (não-creditado)            |
| 1935 | Between Men                              | Blacksmith Luke                   | (não-creditado)            |
| 1935 | Gun Play                                 | George Holt                       |                            |
| 1935 | Lawless Riders                           | Sidekick Carl Walton              |                            |
| 1935 | Swifty                                   | Price McNiel                      |                            |
| 1935 | Trigger Tom                              | Sam Slater                        |                            |
| 1935 | The Shadow of Silk Lennox                | Inspector Swann                   | (não-creditado)            |
| 1936 | Lucky Terror                             | Capanga Shake                     | (não-creditado)            |
| 1936 | Hair-Trigger Casey                       | Dave Casey                        |                            |
| 1936 | Heroes of the Range                      | Chefe de pista                    | (não-creditado)            |
| 1936 | Avenging Waters                          | Slivers                           |                            |
| 1936 | The Crime Patrol                         | Capanga                           | (não-creditado)            |
| 1936 | The Phantom Rider                        | Capanga Lew                       |                            |
| 1936 | The Traitor                              | Texas Ranger Hank                 | (não-creditado)            |
| 1936 | The Unknown Ranger                       | Chuckler                          | Creditado Hal Talioferro   |
| 1936 | Ambush Valley                            | Joel                              |                            |
| 1936 | Law and Lead                             | Steve Bradley                     |                            |
| 1936 | The Gun Ranger                           | Hanby - Outspoken Juror           | (não-creditado)            |
| 1936 | Rio Grande Ranger                        | Ranger Hal Garrick                |                            |
| 1937 | Two Gun Law                              | Comprador de gado                 | (não-creditado)            |
| 1937 | Law of the Ranger                        | Wally Hood                        |                            |
| 1937 | Rootin' Tootin' Rhythm                   | Buffalo Brady                     |                            |
| 1937 | The Painted Stallion                     | Jim Bowie                         |                            |
| 1937 | One Man Justice                          | Neal King                         |                            |
| 1937 | The Rangers Step In                      | Breck Warren                      |                            |
| 1937 | Heart of the Rockies                     | Capitão Brady - Blackstone Park   |                            |
| 1937 | Trapped by G-Men                         | Agente Federal                    |                            |
| 1937 | The Trigger Trio                         | Capanga Luke                      |                            |
| 1937 | Wells Fargo                              | Pequeno papel                     | (não-creditado)            |
| 1938 | The Lone Ranger                          | Bob Stuart                        |                            |
| 1938 | Stagecoach Days                          | Milt Dodds                        |                            |
| 1938 | The Great Adventures of Wild Bill Hickok | Homem falando com meninos         | (não-creditado)            |
| 1938 | Pioneer Trail                            | Capanga Smokey                    |                            |
| 1938 | South of Arizona                         | Assassino do Ranger Frank Madison | (não-creditado)            |
| 1938 | Phantom Gold                             | Dan                               |                            |
| 1938 | Black Bandit                             | Weepy                             |                            |
| 1938 | Crime Takes a Holiday                    | Farrell                           | (não-creditado)            |
| 1938 | Guilty Trails                            | Sundown Ansel                     |                            |
| 1938 | Prairie Justice                          | Alfalfa                           |                            |
| 1938 | Rio Grande                               | Bart Andrews                      | (não-creditado)            |
| 1939 | The Thundering West                      | Frank Kendall                     |                            |
| 1939 | Frontiers of '49                         | Kit                               |                            |
| 1939 | North of the Yukon                       | Capanga                           | (não-creditado)            |
| 1939 | Man of Conquest                          | Tennessean                        |                            |
| 1939 | Western Caravans                         | Joel Winters                      |                            |
| 1939 | Riders of the Frontier                   | Capanga Buck                      |                            |
| 1939 | Overland with Kit Carson                 | Jim Stewart                       |                            |
| 1939 | Fugitive at Large                        | Guarda                            | (não-creditado)            |
| 1939 | Daughter of the Tong                     | Agente do FBI Lawson              |                            |
| 1939 | Outpost of the Mounties                  | Evans                             |                            |
| 1939 | The Story of Charles Goodyear            | Baker                             |                            |
| 1939 | Saga of Death Valley                     | Capanga Rex                       |                            |
| 1939 | The Stranger from Texas                  | Clay Billings                     |                            |
| 1939 | Two-Fisted Rangers                       | Sherife Jim Hanley                |                            |
| 1939 | Zorro's Fighting Legion                  | Dungeon Thug                      | (não-creditado)            |
| 1940 | Bullets for Rustlers                     | Eb Smith                          |                            |
| 1940 | Pioneers of the West                     | Jed Clark                         |                            |
| 1940 | Dark Command                             | Homem no Banco                    | (não-creditado)            |
| 1940 | The Man with Nine Lives                  | Sherife Ed Stanton                |                            |
| 1940 | Adventures of Red Ryder                  | Cherokee Sims                     |                            |
| 1940 | The Carson City Kid                      | Rick Harmon                       |                            |
| 1940 | Colorado                                 | Weaver                            |                            |
| 1940 | Cherokee Strip                           | Ben Blivens                       |                            |
| 1940 | Young Bill Hickok                        | Morrell                           |                            |
| 1940 | Texas Terrors                            | John Millbourne                   | (não-creditado)            |
| 1940 | The Border Legion                        | Sherife Amos Link                 |                            |
| 1941 | Along the Rio Grande                     |                                   |                            |
| 1941 | The Great Train Robbery                  | Pierce                            |                            |
| 1941 | In Old Cheyenne                          | Capanga Pete                      |                            |
| 1941 | Border Vigilantes                        | Capanga Big Ed Stone              |                            |
| 1941 | Sheriff of Tombstone                     | A.J. Slade                        |                            |
| 1941 | Law of the Range                         | Tim O'Brien                       |                            |
| 1941 | Under Fiesta Stars                       | Smokey                            | (não-creditado)            |
| 1941 | Bad Man of Deadwood                      | Capanga Ripper                    |                            |
| 1941 | Riders of the Timberline                 | Ed Petrie                         |                            |
| 1941 | Roaring Frontiers                        | Link Twiddle                      |                            |
| 1941 | Jesse James at Bay                       | Paul Sloan, advogado              |                            |
| 1941 | Red River Valley                         | Murdock                           |                            |
| 1942 | Bullets for Bandits                      | Croupier                          | (não-creditado)            |
| 1942 | Romance on the Range                     | Sherife Wilson                    |                            |
| 1942 | Tombstone: The Town Too Tough to Die     | Dick Mason                        |                            |
| 1942 | Sons of the Pioneers                     | Capanga Matt                      |                            |
| 1942 | King of the Mounties                     | Ed Johnson                        | (não-creditado)            |
| 1942 | Little Joe, the Wrangler                 | Ben Travis                        |                            |
| 1942 | Heart of the Golden West                 | Capanga Drake                     | (não-creditado)            |
| 1942 | American Empire                          | Malone                            |                            |
| 1942 | Ridin' Down the Canyon                   | Capanga Pete                      |                            |
| 1943 | Idaho                                    | Bud                               |                            |
| 1943 | Hoppy Serves a Writ                      | Capanga Greg Jordan               |                            |
| 1943 | It's a Great Life                        | Mestre dos cães                   | (não-creditado)            |
| 1943 | Leather Burners                          | Telegrafista Lafe                 |                            |
| 1943 | Song of Texas                            | Capanga                           |                            |
| 1943 | Colt Comrades                            | Assassino do agente               | (não-creditado)            |
| 1943 | Frontier Law                             | Frank Rodgers                     |                            |
| 1943 | Silver Spurs                             | Steve Corlan                      |                            |
| 1943 | The Man from Music Mountain              | Capanga Slade                     |                            |
| 1943 | Cowboy in the Clouds                     | Haldey                            |                            |
| 1943 | The Woman of the Town                    | Wagner                            |                            |
| 1944 | The Fighting Seabees                     | Comandante Hood                   |                            |
| 1944 | Lumberjack                               | Capanga Taggart                   |                            |
| 1944 | Cowboy and the Senorita                  | Matt Ferguson                     |                            |
| 1944 | Forty Thieves                            | Jess Clanton                      |                            |
| 1944 | The Yellow Rose of Texas                 | Ferguson                          |                            |
| 1944 | Atlantic City                            | Homem de negócios                 | (não-creditado)            |
| 1944 | Haunted Harbor                           | Lawson                            |                            |
| 1944 | Vigilantes of Dodge City                 | Walter Bishop                     |                            |
| 1944 | Zorro's Black Whip                       | Capanga Baxter                    |                            |
| 1945 | Utah                                     | Steve Lacy                        |                            |
| 1945 | Springtime in Texas                      | Capanga Red Higgins               |                            |
| 1945 | Federal Operator 99                      | Matt Farrell                      |                            |
| 1945 | The Cheaters                             | Jim McDonald                      | (não-creditado)            |
| 1945 | Fallen Angel                             | Gus Johnson                       | (não-creditado)            |
| 1945 | San Antonio                              | Cowboy                            | (não-creditado)            |
| 1946 | The Scarlet Horseman                     | Capanga                           | (não-creditado)            |
| 1946 | The Phantom Rider                        | Nugget                            |                            |
| 1946 | Miss Susie Slagle's                      | Doutor                            |                            |
| 1946 | In Old Sacramento                        | Doutor                            | (não-creditado)            |
| 1946 | Heading West                             | Jim Mallory                       | (não-creditado)            |
| 1946 | Plainsman and the Lady                   | Pete                              |                            |
| 1947 | Ramrod                                   | Jess More                         |                            |
| 1947 | Heaven Only Knows                        | One of Byron's Gunmen             | (não-creditado)            |
| 1948 | West of Sonora                           | Sandy Clinton                     | (não-creditado)            |
| 1948 | The Gallant Legion                       | Billy Smith                       |                            |
| 1948 | Red River                                | Velho Leather                     |                            |
| 1948 | Blood on the Moon                        | Cowboy                            | (não-creditado)            |
| 1949 | Brimstone                                | Dave Watts                        |                            |
| 1950 | The Savage Horde                         | Sergeant Gowdy                    |                            |
| 1950 | Colt .45                                 | Guarda                            | (não-creditado)            |
| 1950 | California Passage                       | Buck Hanley                       | (não-creditado)            |
| 1951 | The Sea Hornet                           | Bone                              |                            |
| 1952 | Junction City                            | Sandy Clinton                     |                            |
| 1964 | Law of the Lawless                       |                                   | (não-creditado)            |